# Guilherme de Almeida
Guilherme de Almeida (Campinas, 24 luglio 1890 – San Paolo, 11 luglio 1969) è stato un poeta brasiliano.

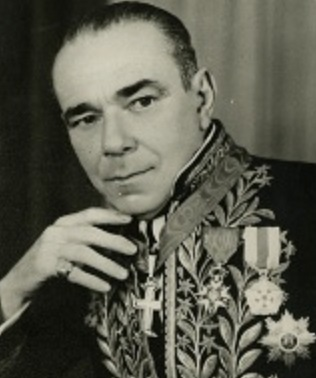

È ricordato per la sua raccolta di opere, Toda a poesia (1952).